# Friedrich Karl von Moser
Friedrich Karl von Moser, född den 18 december 1723 i Stuttgart, död den 11 november 1798 i Ludwigsburg, var en tysk friherre och politisk skriftställare, son till Johann Jakob Moser.
von Moser var anställd i Hessen-Homburgs, Hessen-Darmstadts och Hessen-Kassels tjänst, blev 1766 rikshovråd i Wien samt innehade 1772-80 posten som förste minister och president i Hessen-Darmstadt.
Han skrev bland annat Kleine Schriften zur Erläuterung des Staats- und Völkerrechts (12 band, 1751-1765) och Herr und Diener (1759; 3:e upplagan 1763).
Anonymt utgav han Rettung der Ehre und Unschuld des weiland königlichen Schwedischen Staats-ministers... Georg Heinrichs, Freyherrn von Schlitz, genannt von Goerz (1776, med 30 bilagor).
I band 5 och 6 av Patriotisches Archiv für Deutschland (12 band, 1784-1790) meddelade han dittills otryckta brev och statsskrifter av Gustav II Adolf och Axel Oxenstierna.